# Microchloa indica
Microchloa indica là một loài thực vật có hoa trong họ Hòa thảo. Loài này được (L.f.) P.Beauv. mô tả khoa học đầu tiên năm 1812.